# Memantina
La memantina è un farmaco antagonista del recettore N-metil-D-aspartato, utilizzato per rallentare la neurotossicità ritenuta coinvolta nella malattia di Alzheimer e altre malattie neurodegenerative. Diversamente dagli inibitori dell'enzima colinesterasi comunemente utilizzati nella gestione dell'Alzheimer, la memantina agisce attraverso un meccanismo distinto, ovvero sul blocco dei recettori del glutammato NMDA, impedendo la sovra-attivazione dei recettori del glutammato, mentre consente l'attività normale. I suoi effetti di blocco antagonizzano un sistema glutaminergico iperattivo nel sistema nervoso centrale, ritenuto coinvolto nella neurotossicità osservata nella malattia di Alzheimer.
La malattia di Alzheimer colpisce un numero crescente di individui a livello globale: nel 2010 si stimava che 36 milioni di persone fossero affette, mentre nel 2013 tale cifra era aumentata a 44 milioni. Si prevede che la sua incidenza continuerà ad aumentare, con una stima di 66 milioni di casi entro il 2030 e addirittura 115 milioni entro il 2050. Nel dicembre 2013, il vertice G8 sulla demenza ha sottolineato l'urgenza di considerare la demenza una priorità globale, con l'obiettivo di sviluppare entro il 2025 una cura o una terapia in grado di modificare il decorso della malattia.
Il farmaco è stato inizialmente approvato dalla Food and Drug Administration nel 2003.

## Farmacologia

### Indicazione d'uso
La memantina viene impiegata per gestire la demenza da Alzheimer di grado moderato-severo.
Una revisione sistematica e una meta-analisi più recenti indicano che la memantina è vantaggiosa come farmaco di prima linea per il trattamento della demenza da Alzheimer. Inoltre, è possibile aggiungere inibitori della colinesterasi alla memantina per ottenere ulteriori effetti benefici sui sintomi comportamentali e altri sintomi correlati alla demenza.

### Farmacodinamica
La memantina agisce con effetti farmacodinamici distinti. Innanzitutto, inibisce l'ingresso di calcio nelle cellule, normalmente causato dall'attivazione cronica del recettore NMDA (N-metil-D-aspartato) da parte del glutammato. Questo contribuisce al miglioramento dei sintomi della demenza da Alzheimer, evidenziato da un aumento delle capacità cognitive e altri benefici effetti sul sistema nervoso centrale.
La memantina, come altri antagonisti del recettore NMDA, a dosi elevate può ridurre la plasticità sinaptica neuronale coinvolta nei processi di apprendimento e memoria. Tuttavia, a dosi più basse, utilizzate normalmente nel contesto clinico, la memantina può migliorare la plasticità sinaptica neuronale nel cervello, aumentare la memoria e agire come neuroprotettore contro la degenerazione neuronale causata dai neurotrasmettitori eccitatori.
Riguardo ai recettori, la memantina ha una minima attività sui recettori del GABA, benzodiazepinici, della dopamina, adrenergici, istaminici e della glicina, nonché sui canali voltaggio dipendenti del calcio, sodio o potassio. Mostra, tuttavia, attività antagonista nei confronti dei recettori 5HT3. È importante notare che la memantina non sembra interferire con l'inibizione reversibile dell'acetilcolinesterasi normalmente causata da farmaci come donepezil, galantamina o tacrina.

### Meccanismo d'azione
La memantina è un antagonista incompetitivo dei recettori NMDA (N-metil-D-aspartato) di sottotipo del glutammato nel sistema nervoso centrale. Si ritiene che la malattia di Alzheimer sia causata da una sovra-stimolazione del glutammato, l'amminoacido eccitatorio primario del sistema nervoso centrale, che porta all'eccitotossicità e alla degenerazione neuronale. Il recettore NMDA è un canale cationico a soglia di tensione, che nello stato fisiologico non stimolato è bloccato da ioni di magnesio. La stimolazione provoca lo spostamento del magnesio permettendo l'ingresso e l'attivazione del calcio. Nella malattia di Alzheimer, c'è una sovra-stimolazione patologica del recettore che lo porta a uno stato cronico di attività. La memantina aiuta a contrastare questa eccessiva stimolazione.
La memantina mostra anche attività antagonista verso i recettori serotonergici di tipo 3 (5-HT3) e nicotinici dell'acetilcolina. Non ha attività verso i recettori del acido γ-amminobutirrico, benzodiazepinici, della dopamina, adrenergici, istaminici o della glicina, né verso i canali del calcio, del sodio o del potassio voltaggio dipendenti.

### Assorbimento
Dopo somministrazione orale, la memantina viene ben assorbita. Le sue concentrazioni plasmatiche di picco vengono raggiunte in circa 3-7 ore. La memantina mostra farmacocinetica lineare quando somministrata a dosi terapeutiche normali. Questo farmaco può essere assunto indipendentemente dai pasti, poiché il cibo non influenza l'assorbimento.

#### Volume di distribuzione
Il volume medio di distribuzione del farmaco è di 9-11 L/kg.

#### Legame proteico
Il legame proteico della memantina è di circa il 45%.

### Metabolismo
Questo farmaco viene parzialmente metabolizzato nel fegato. Il sistema enzimatico epatico del citocromo CYP450 non contribuisce in modo significativo al metabolismo della memantina.

#### Via di eliminazione
Questo farmaco viene principalmente escreto nelle urine. Circa il 48% della memantina somministrata viene escreto inalterato nelle urine.
Il rimanente del farmaco viene metabolizzato in tre principali metaboliti. Questi metaboliti sono il coniugato N-glucuronide, la 6-idrossi memantina e il 1-nitroso-deaminated memantina, i quali mostrano una minima attività antagonista dei recettori NMDA.

#### Emivita
L'emivita di eliminazione terminale della memantina varia da 60 a 80 ore negli esseri umani.
Dopo la somministrazione di una singola dose orale di 10 mg/kg di memantina in ratti, l'emivita di eliminazione è stata di 2,36 ± 0,20 ore. Dopo una singola dose endovenosa di 2 mg/kg in ratti, l'emivita di eliminazione è stata di 2,28 ± 0,48 ore.

#### Clearance
Questo farmaco viene eliminato tramite secrezione tubulare attiva nei reni. Il riassorbimento tubulare di questo farmaco è dipendente dal pH.

### Effetti avversi
Tra gli effetti collaterali più comuni segnalati nei trial clinici sono indicati in vertigini, cefalea, confusione, diarrea e stitichezza.
Altri effetti collaterali includono affaticamento, dolore, ipertensione, aumento di peso, allucinazioni, comportamento aggressivo, vomito, dolore addominale, incontinenza urinaria.
Altri effetti meno comuni provenienti da trial clinici o segnalazioni di casi includono alterazione della deambulazione, ictus cerebrale, emorragia cerebrovascolare, convulsioni, sonnolenza, discinesia tardiva, bradiaritmia, insufficienza cardiaca, infarto miocardico, edema periferico, sincope, tachicardia, calo ponderale, perdita di appetito, nausea, anemia, epatite, insufficienza epatica, insufficienza renale acuta, infezione delle vie urinarie, bronchite, polmonite, infezione delle vie respiratorie superiori, eruzione cutanea, sindrome di Stevens-Johnson, artralgia, infortunio da caduta, sintomi simil-influenzali e sindrome neurolettica maligna.

### Tossicità
La dose letale LD50 per via orale è di 437–498 mg/kg nel topo e di 328–370 mg/kg nel ratto.
Nessuna evidenza di cancerogenicità è stata osservata nei modelli di topo e ratto a cui è stata somministrata la memantina a dosi equivalenti a dosi umane supraterapeutiche. Inoltre, non sono stati rilevati potenziali genotossici durante una serie di saggi. Non sono stati riscontrati effetti sulla fertilità o sulla performance riproduttiva nei ratti a cui è stata somministrata oralmente una dose di 18 mg/kg/die (equivalente a 9 volte la dose umana massima raccomandata) per 14 giorni prima dell'accoppiamento, durante la gestazione e l'allattamento nelle femmine, o per 60 giorni prima dell'attività di accoppiamento nei maschi.
Questo farmaco è classificato come categoria B in gravidanza, il che significa che non sono stati condotti studi sufficientemente controllati ed adeguati su donne in gravidanza. Questo farmaco dovrebbe essere assunto durante la gravidanza solo se il potenziale beneficio giustifica il possibile rischio fetale.
Non si sa se la memantina sia escreta nel latte umano. Poiché molti farmaci sono presenti nel latte umano, bisogna fare attenzione quando questo farmaco viene assunto da una madre che sta allattando.